# Steve Winwood
Stephen Lawrence Winwood, detto Steve (Birmingham, 12 maggio 1948), è un cantante, compositore e polistrumentista britannico, già membro dei gruppi The Spencer Davis Group, Traffic e Blind Faith.

## Biografia
Figlio di un musicista dilettante, dopo i primi studi di piano classico partecipa agli spettacoli della band del padre, assieme al fratello Muff Winwood. Nei primi anni dell'adolescenza, Winwood suona l'organo Hammond e la chitarra e canta nelle esibizioni degli artisti statunitensi in tour nella zona di Birmingham, beneficiando di esperienze di blues e di soul particolarmente formative con Muddy Waters, John Lee Hooker, T-Bone Walker, Howlin' Wolf, B.B. King, Sonny Boy Williamson II, Eddie Boyd, Otis Spann, Chuck Berry e Bo Diddley. Questa preparazione gli ha permesso di maturare un profondo stile soul-blues ed imprimerlo al proprio potente timbro vocale.

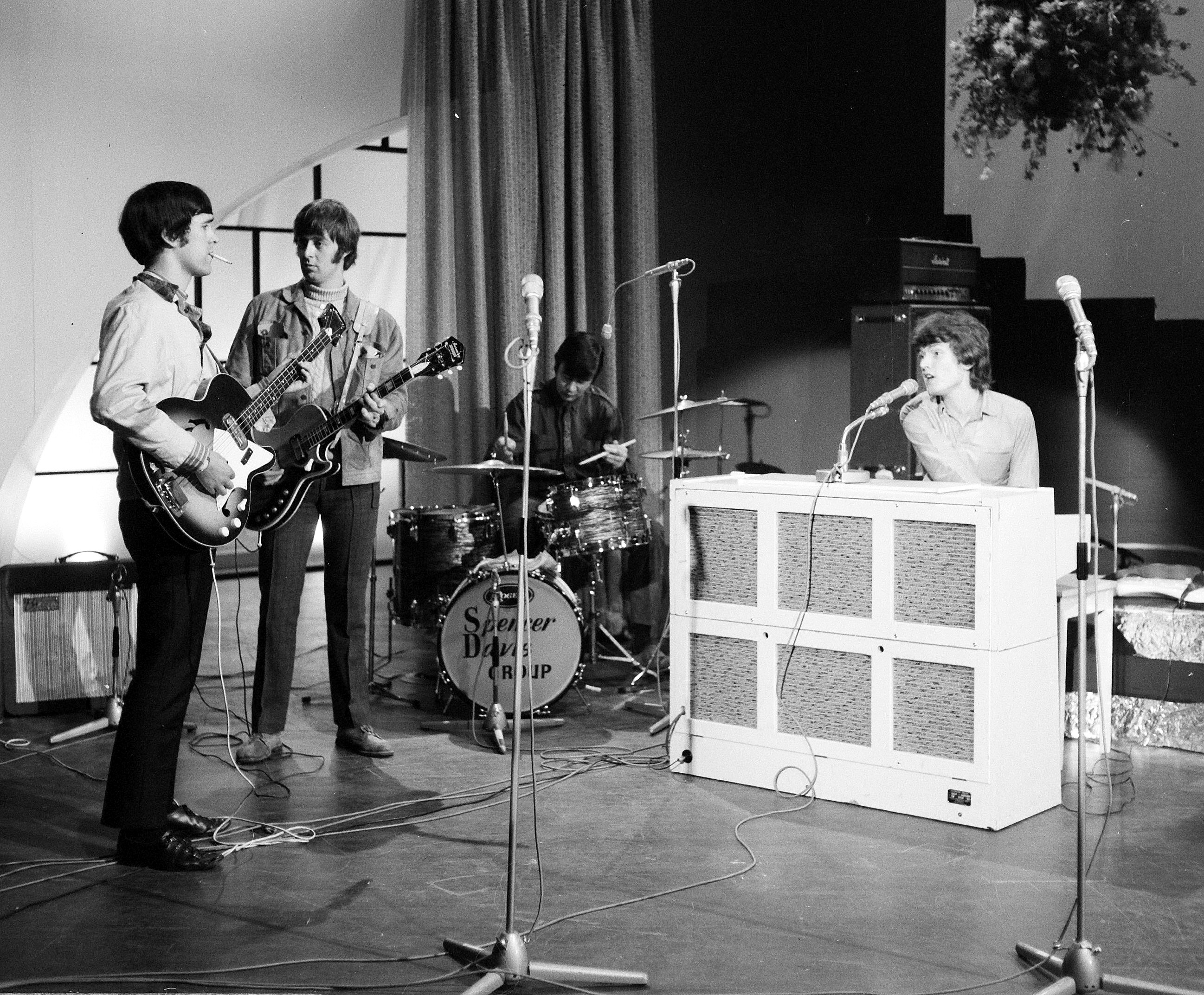
Steve Winwood alle tastiere con lo Spencer Davis Group, 1966

Nel 1965, all'età di 17 anni, assieme al fratello maggiore Muff Winwood, entra a far parte del gruppo di british R&B The Spencer Davis Group come cantante, tastierista e chitarrista, partecipando alla composizione di hit come Keep On Running, Somebody Help Me, ma è con il brano Gimme Some Lovin' che il gruppo ottiene un grande successo internazionale e raggiunge le prime posizioni anche nella speciale classifica americana delle vendite dedicata alla musica nera. Il successo di vendite presso il pubblico nero, che non immaginava che la voce del brano fosse di un bianco, stabilisce per il gruppo il primato di primi artisti bianchi a raggiungere i vertici della classifica nera.
I notevoli e costanti proventi ricavati dall'interminabile sequela di esecuzioni e registrazioni di I'm a Man e di Gimme Some Lovin' da parte di innumerevoli artisti – tra cui anche la Blues Brothers Band nello sketch musicale The Blues Brothers del 1978 e nel successivo film omonimo del 1980 – gli hanno permesso fin dai primi anni di dedicarsi con libertà alla composizione ed alla ricerca artistica, approfondendo le proprie inclinazioni libero da ansie commerciali e inserendosi nell'ambiente dell'avanguardia musicale della seconda parte degli anni '60, nel quale apportò notevoli contributi interpretativi. Nel 1966 collabora al progetto degli Eric Clapton & The Powerhouse, che comprendeva anche Paul Jones e Jack Bruce, limitato alla registrazione di alcuni provini. Dal 1967, con Jim Capaldi, Chris Wood e Dave Mason, tutti musicisti dell'area di Birmingham attivi a Londra, dà vita al gruppo dei Traffic, che lancia subito l'hit Paper Sun e si inserisce ai vertici dell'avanguardia rock fino al 1974. Anche uno dei primi brani di questo gruppo, Dear Mr. Fantasy, diviene oggetto di continue cover da parte di numerosi altri artisti.
Nel 1968 collabora ad alcune registrazioni di Jimi Hendrix, in particolare all'organo Hammond nel brano Voodoo Chile contenuto nell'album Electric Ladyland. Sempre all'Hammond collabora alla versione di Joe Cocker di With a Little Help from My Friends, partecipa ad alcune date londinesi del grande bluesman Howlin' Wolf ed alle registrazioni del preziosissimo album The London Howlin' Wolf Sessions, che comprendeva anche i Rolling Stones ed Eric Clapton. Grazie a questa partecipazione, come a quella di The London Muddy Waters Sessions, che comprendeva anche Rory Gallagher, matura ulteriormente la propria cultura interpretativa del blues originale.

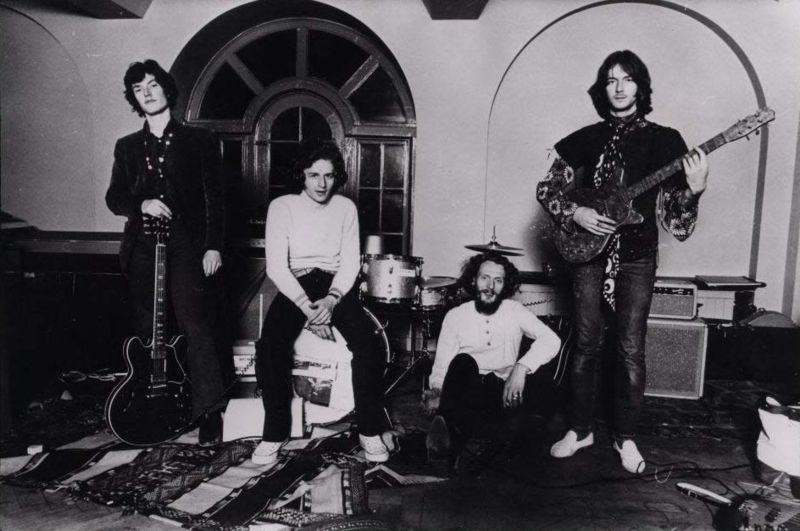
I Blind Faith (1969)

Contattato da Eric Clapton, costituisce il primo super-gruppo del rock, i Blind Faith, con il batterista Ginger Baker, ex Cream assieme a Clapton, ed il bassista Ric Grech, prodotti da Robert Stigwood (futuro produttore di Saturday Night Fever), il quale ospita il gruppo nella sua villa di campagna per un ritiro artistico da cui scaturisce l'eccellente album Blind Faith, contenente l'hit di Winwood Can't Find My Way Home. In seguito, il gruppo affronta un tour promozionale negli USA, senza però riuscire a rendere anche dal vivo l'impatto espressivo raggiunto in sala d'incisione nonostante la notevole esperienza di palco di ognuno dei componenti.
In seguito allo scioglimento dei Blind Faith si dedica ad un progetto solista con la collaborazione di Jim Capaldi e Chris Wood che finisce per assumere un profilo di gruppo e confluire nel fortunato album John Barleycorn Must Die pubblicato a nome dei Traffic; di quest'album diventano famosi soprattutto i brani Glad, Freedom Rider e John Barleycorn.
Dall'anno successivo e fino al 1974, il gruppo registra altri 5 album di eccellente livello e compie continui tour in tutto il mondo, integrando anche ottimi musicisti, tra cui Jim Gordon, uno dei batteristi fondamentali del periodo, il bassista Ric Grech e il batterista Roger Hawkins, già collaboratore di Aretha Franklin nel suo periodo d'oro ed in occasione dei suoi maggiori hit.

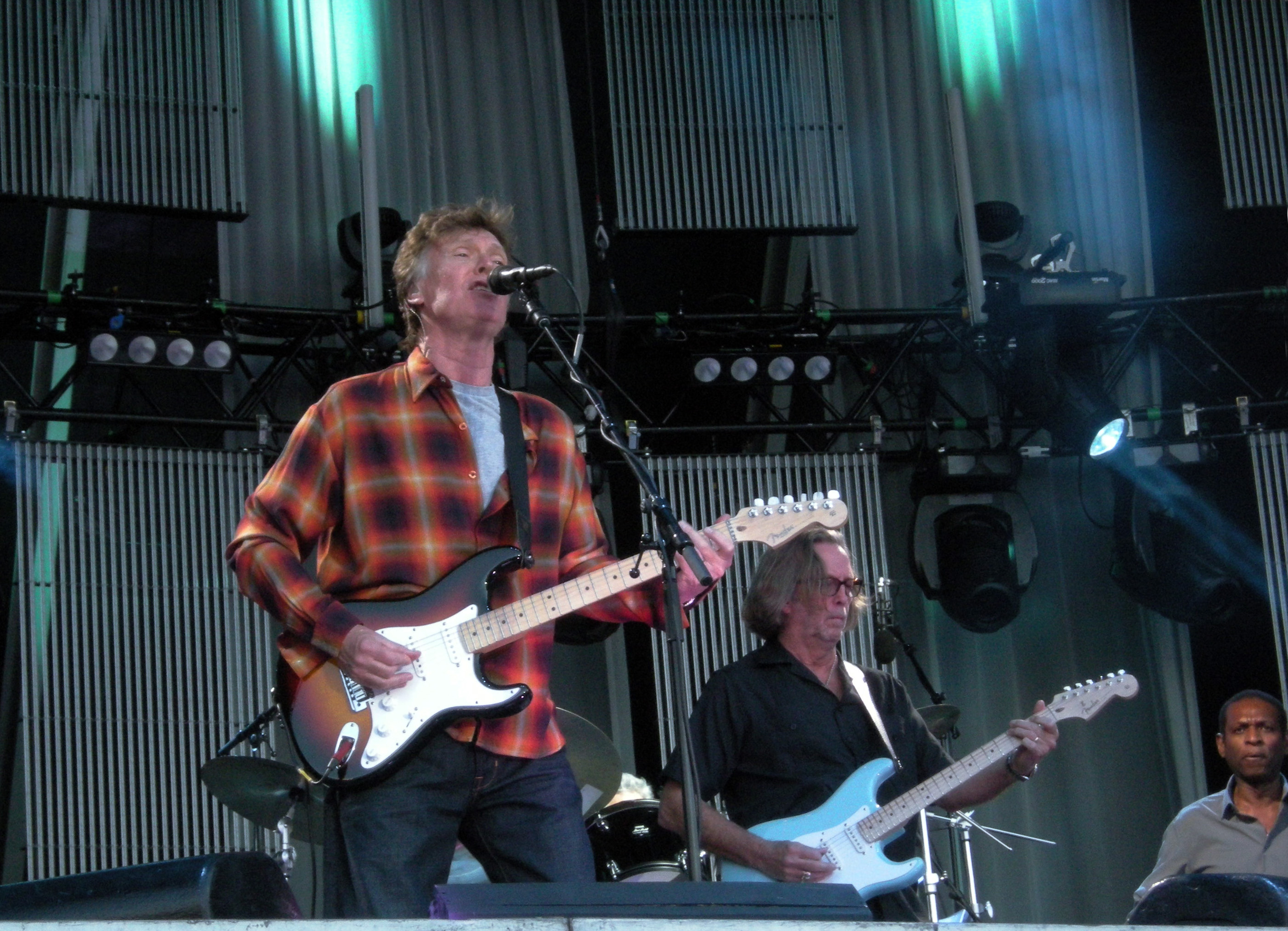
Steve Winwood a Monaco di Baviera nel 2010 in tour con Eric Clapton

Dopo aver registrato assieme a Stomu Yamashta, Al Di Meola, Michael Shrieve e Klaus Schulze il fortunato album Go, si dedica alla carriera solista, durante la quale si trova a lanciare numerosi successi: While You See A Chance (album Arc of a Diver), Valerie (album Talking Back to the Night), Higher Love (album Back in the High Life) e Roll with It (album omonimo).
Durante questo periodo collabora con Marianne Faithfull, George Harrison, David Gilmour, Billy Joel, Lou Reed, Phil Collins, Jim Capaldi, Tom Petty, Christina Aguilera, Tito Puente, Arturo Sandoval, Third World, John Mayall, James Brown, Chic, Alex Harvey, The Who e Pete Townshend, John Martyn, Christine McVie, Mike Oldfield, Davy Spillane, Tina Turner, Paul Weller, Jade Warrior, Sandy Denny.
Collaborò anche con i Talk Talk nel loro album The Colour of Spring e con Mark Hollis nel suo album solista suonando l'hammond.
Nel 2008 riprende la collaborazione con Eric Clapton realizzando tour mondiali da cui viene tratto l'album doppio Live from Madison Square Garden, pubblicato nel 2009. Nel 2017 pubblica l'album doppio live Winwood Greatest Hits Live.
Nel 2000 è apparso in un breve cameo nel film Blues Brothers: Il mito continua.
Nel 2008 ha ricevuto un dottorato onorario in musicologia dal Berklee College of Music insieme a Philip Bailey, Maurice White, Rosa Passos.

## Vita privata
Tra il 1978 e il 1986 Winwood è stato sposato con Nicole Weir (morta poi nel 2005), la quale ha contribuito come corista in alcuni dei suoi primi album solisti. La cerimonia nuziale si era svolta a Cheltenham.
Winwood risiede a Nashville con la statunitense Eugenia Crafton, originaria di Trenton (Tennessee), sua moglie dal 1987: insieme a lei ha generato quattro figli (Mary-Clare, Eliza, Cal e Lilly). La coppia inoltre possiede un'antica manor house nelle Cotswolds (Gloucestershire, Inghilterra).

## Discografia essenziale

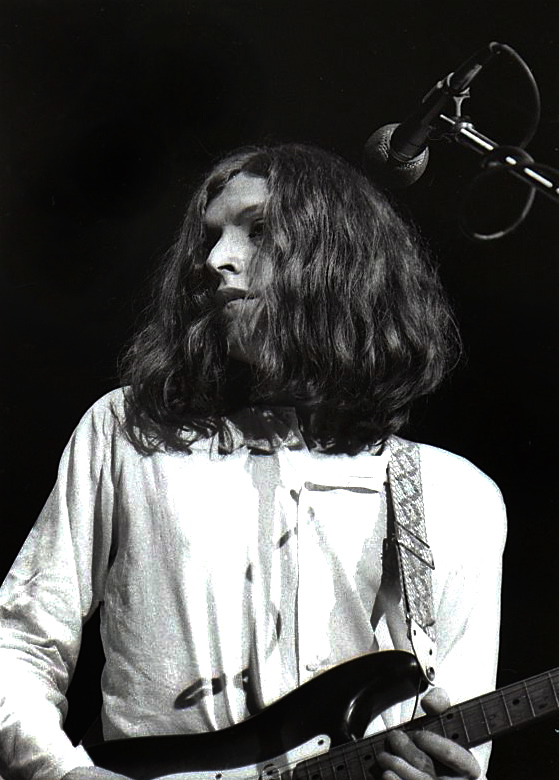
Steve Winwood ai tempi dei Traffic

### Con i Traffic
- Mr. Fantasy (1967)
- Traffic (1968)
- Last Exit (dal vivo, 1969)
- John Barleycorn Must Die (1970)
- Welcome to the Canteen (dal vivo, 1971)
- The Low Spark of High Heeled Boys (1971)
- Shoot Out at the Fantasy Factory (1973)
- On the Road (dal vivo, 1973)
- When the Eagle Flies (1974)
- Far from Home (1994)
- Last Great Traffic Jam (dal vivo, 2005)

### Con i Blind Faith
- Blind Faith (1969)

### Con i Go
- Go (1976)
- Go Live from Paris (1976)

### Solista
- Steve Winwood (1977)
- Arc of a Diver (1980)
- Talking Back to the Night (1982)
- Back in the High Life (1986)
- Chronicles (1987)
- Roll with It (1988)
- Refugees of the Heart (1990)
- Junction Seven (1997)
- About Time (2003)
- Nine Lives (2008)